# 科洛尼亞區
12°38′01″S 75°53′25″W / 12.6336°S 75.8903°W
科洛尼亞區（西班牙語：Distrito de Colonia），是秘魯的一個區，位於該國中南部利馬大區的堯約斯省，始建於1936年7月15日，面積324平方公里，海拔高度3,388米，2005年人口1,564，人口密度每平方公里4.8人。